# Chiesa della Natività di Maria (Predaia)
La chiesa della Natività di Maria è la parrocchiale a Segno, frazione di Predaia, in Trentino. Risale al XIV secolo.

## Storia

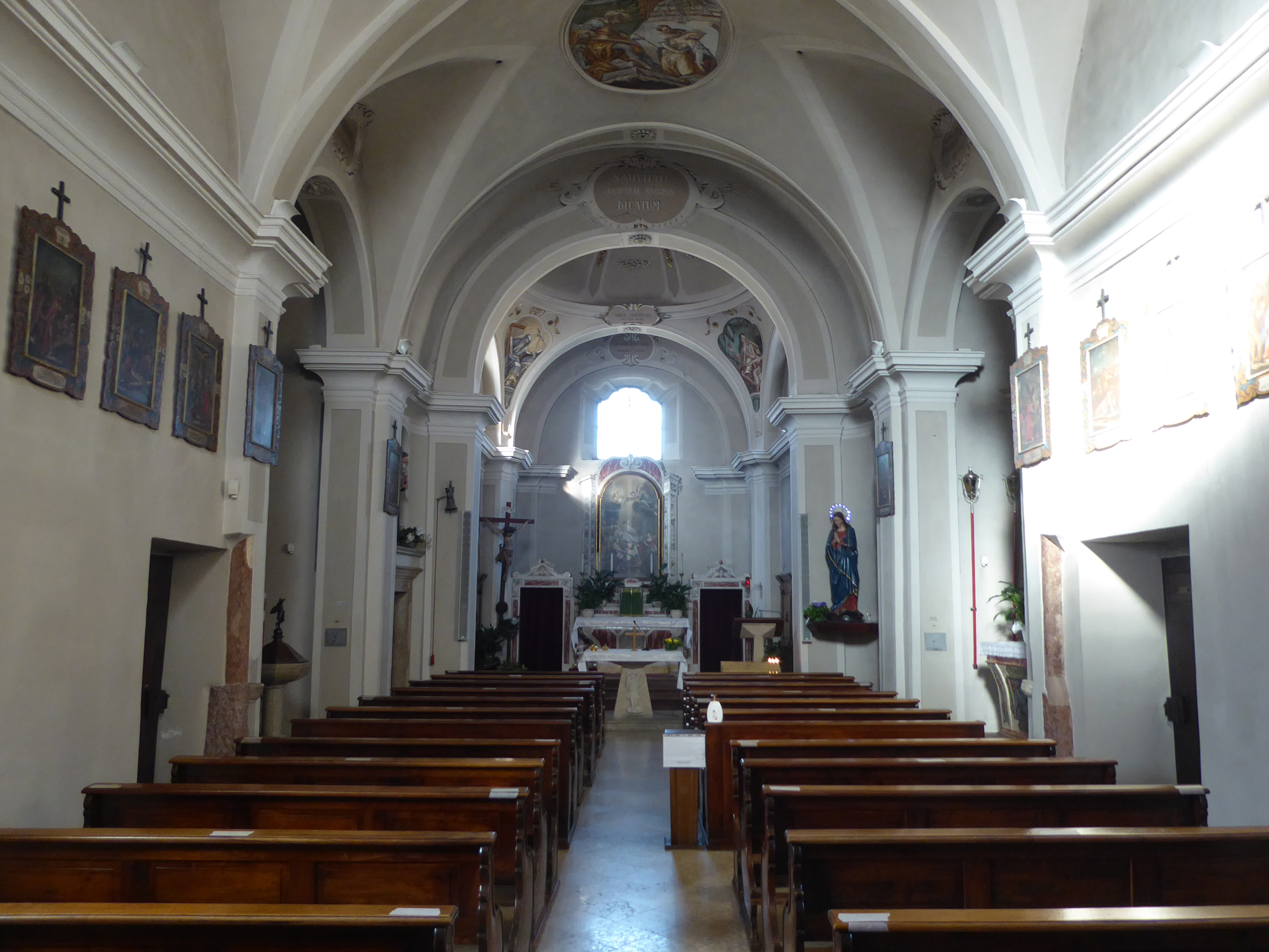
Interno

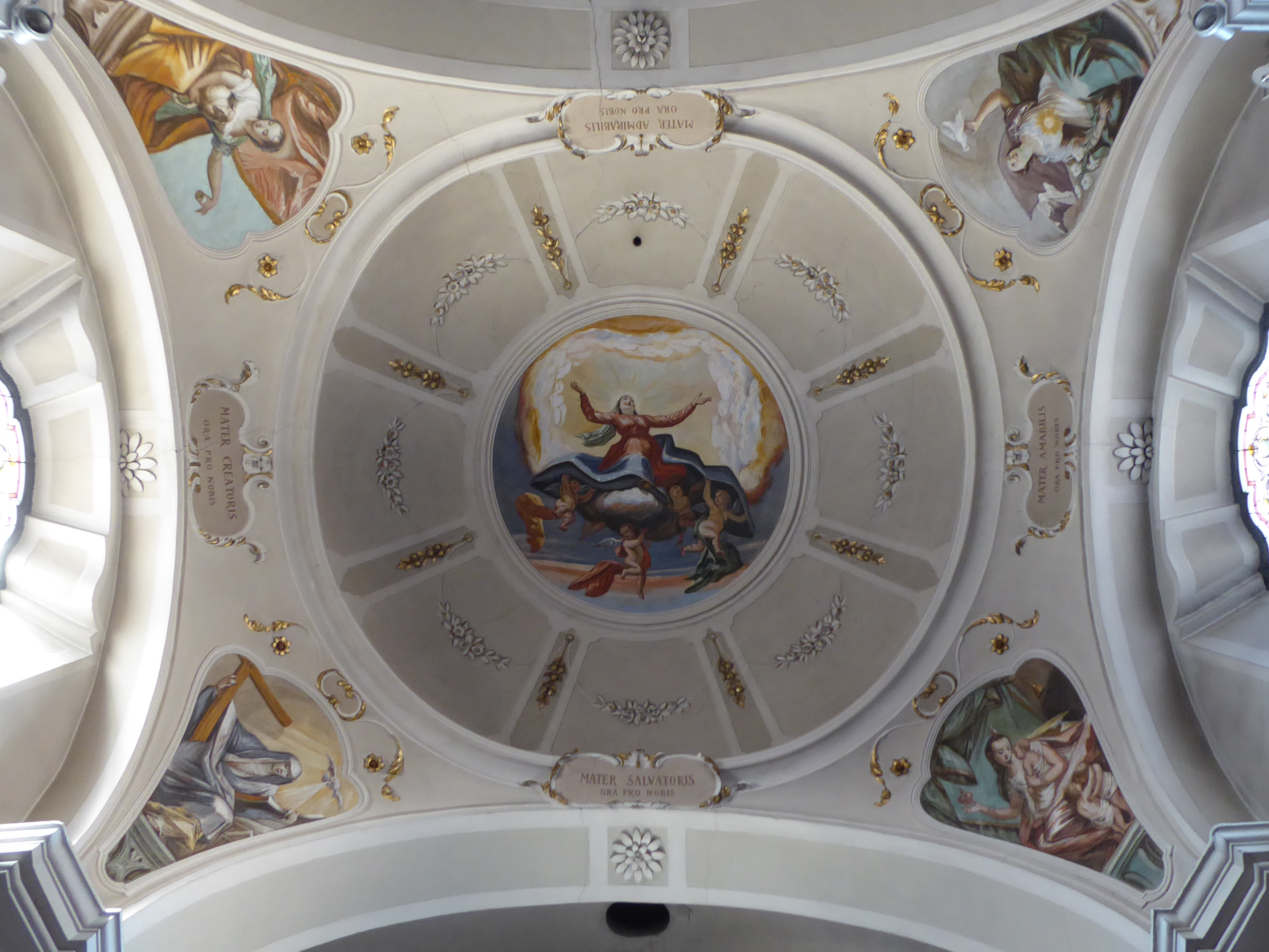
Volta del presbiterio

Sul sito sono presenti resti di una chiesa più antica, ma i dati certi riguardano l'edificio del XIV secolo, desunti da un documento notarile.
La chiesa venne consacrata alla fine del XV secolo e circa cinquanta anni dopo venne ristrutturata ed ampliata, e nuovamente consacrata. In quel momento la chiesa era ancora di dimensioni molto ridotte anche se già con un altar maggiore e due altari laterali.
Alla fine del XVI secolo venne eretta la torre campanaria e nel secolo seguente ottenne la dignità di primissaria.
Con la fine del XVIII secolo l'edificio fu ristrutturato in modo sostanziale, con ampliamento della sua dimensione. Venne eretta una nuova struttura absidale e anche la nuova facciata fu sistemata, con il riposizionamento del portale che era stato tolto da quella abbattuta.
A metà del XIX secolo ebbe la concessione della custodia eucaristica, subito dopo ebbe luogo un'altra cerimonia di consacrazione e alla fine del secolo ottenne anche il fonte battesimale.
Nel XX secolo vennero prima requisite (dagli austriaci) e poi sostituite le campane e la chiesa divenne sede di parrocchia.
A partire dalla seconda metà del secolo venne realizzato l'adeguamento liturgico della parte presbiteriale, venne installato un impianto per il riscaldamento, venne sostituito l'organo nella cantoria, vennero protette le strutture murarie contro le infiltrazione di umidità, venne riparata la copertura, vennero puliti i marmi all'esterno. La parte interna venne rimodernata con una nuova pavimentazione in pietra calcarea e altri aggiornamenti.